# Sage
Sage (с англ. — «мудрец») — система компьютерной алгебры, покрывающая много областей математики, включая алгебру, комбинаторику, вычислительную математику и матанализ.
Первая версия Sage была выпущена 24 февраля 2005 года в виде свободного программного обеспечения с лицензией GNU GPL. Первоначальной целью проекта было «создание открытого программного обеспечения альтернативного системам Magma, Maple, Mathematica, и MATLAB». Основной разработчик — математик Вашингтонского университета Уильям Стейн.

## Возможности

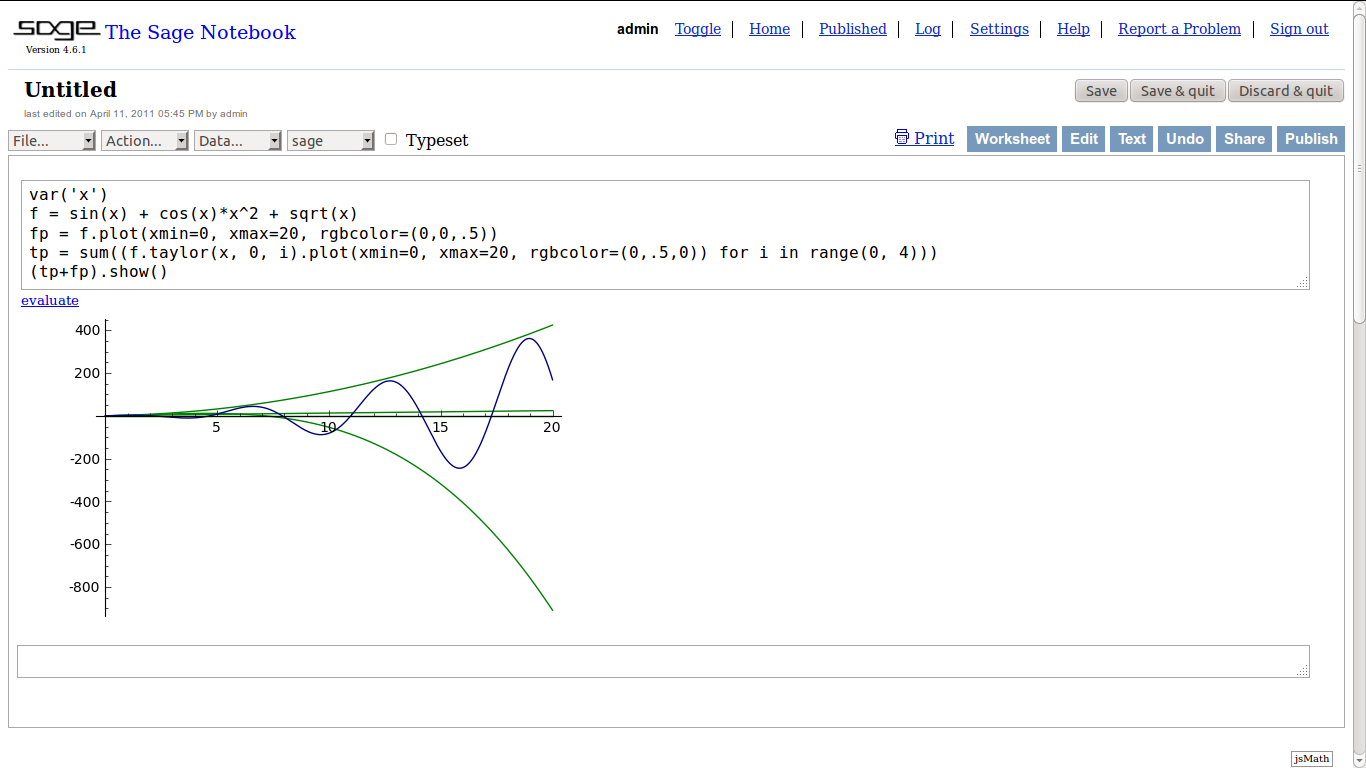
Веб-интерфейс Sage notebook работает в большинстве современных веб-браузеров.

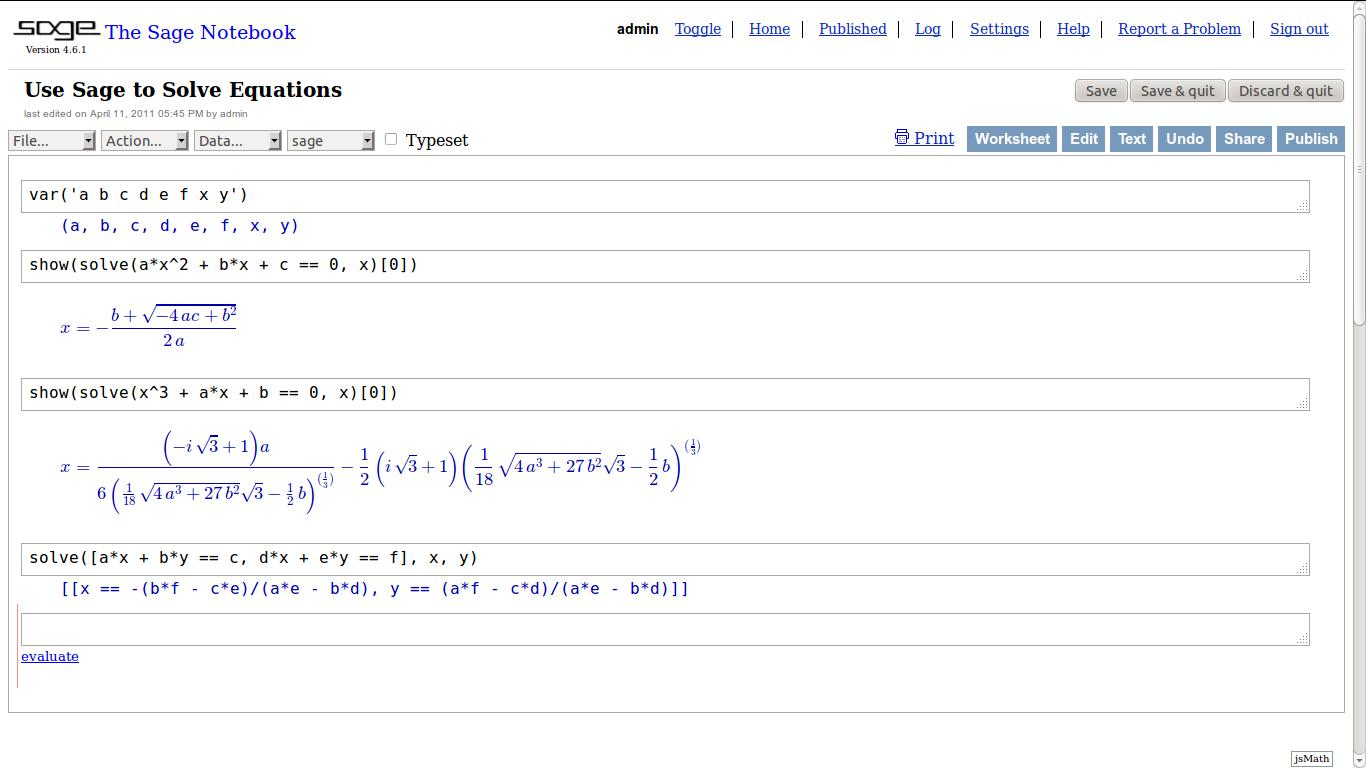
Решение уравнений с использованием веб-интерфейса Sage notebook.

Основной интерфейс системы — интерактивный блокнот, обеспечивающий просмотр и повторное использование введённых команд, вывод и сохранение полученных результатов, включая графики и текстовые аннотации, доступный из большинства современных веб-браузеров. Поддерживается защищённое соединение через протокол HTTPS. Может выполняться как локально, так и удалённо.
Есть интерфейс ввода на основе командной строки с использованием языка Python (начиная с Sage версии 9.0 — Python версии 3, ранее — Python версии 2).
Поддерживаются параллельные вычисления с использованием как многоядерных процессоров, многопроцессорных систем, так и систем распределённых вычислений.
Матанализ реализован на основе систем Maxima и SymPy. Линейная алгебра реализована на основе систем GSL, SciPy и NumPy. Реализованы собственные библиотеки элементарных и специальных математических функций. Есть средства работы с матрицами и массивами данных с поддержкой разреженных массивов. Имеются различные статистические библиотеки функций, использующие функциональность R и SciPy.
Функции и данные можно выводить в виде плоских и трёхмерных графиков. Есть набор инструментов для добавления собственного пользовательского интерфейса к вычислениям и приложениям. Имеются средства подготовки научно-технической документации с использованием редактора формул и возможностью встраивания Sage в документацию формата LaTeX.
Поддерживается импорт и экспорт различных форматов данных: изображений, видео, аудио, САПР, ГИС, документов и медицинских форматов. Для обработки изображений используются pylab и Python; имеются средства теоретико-графового анализа и визуализации графов.
Есть возможность соединения с базами данных. Поддерживаются различные сетевые протоколы, включая HTTP, NNTP, IMAP, SSH, IRC, FTP.
Реализованы программные интерфейсы для работы с системами Mathematica (также Sage может быть вызван из интерфейса Mathematica), Magma и Maple.
Исходный код и исполняемые файлы Sage доступны для скачивания. При сборке системы многие входящие в комплект библиотеки будут автоматически настроены для оптимальной работы на данном оборудовании, принимая в расчёт количество процессоров и ядер, размер кэш-буферов и поддержку специальных наборов инструкций, например SSE.

## Философия разработки Sage
В процессе разработки Sage Уильям Стейн основывался на том, что для создания достойной альтернативы системам Magma, Maple, Mathematica, и MATLAB потребуются сотни или тысячи человеко-лет, если начинать процесс разработки с нуля, при этом существует большое количество готового математического программного обеспечения с открытым исходным кодом, но написанного на различных языках программирования, из которых наиболее встречаемыми являются Си, C++, Фортран и Python.
Таким образом, вместо того, чтобы начинать с нуля, было решено объединить всё специализированное математическое программное обеспечение в систему с общим интерфейсом. Конечному пользователю необходимо лишь знать язык Python. Если для какой-то частной задачи не существовало программного обеспечения с открытым кодом, тогда стояла задача написания соответствующего блока для Sage, при этом, в отличие от коммерческих систем компьютерной алгебры, часто использовались исходные коды уже имеющегося свободного программного обеспечения.
К разработке Sage привлекаются как профессионалы, так и студенты. Разработчики работают на общественных началах и поддерживаются грантами.

## Лицензирование и доступность
Sage — свободное программное обеспечение, распространяемое по условиям лицензии GNU General Public License версии 2+. Исходный код может быть скачан с официального сайта. Также доступны выпуски, находящиеся в процессе разработки, хотя они не рекомендуются обычным пользователям. Исполняемые файлы доступны для операционных систем Linux, Windows, OS X и Solaris (как под архитектуру x86, так и SPARC). Также доступен live CD с версией Linux, что позволяет опробовать Sage без установки на компьютер.
Пользователи могут использовать онлайн-версию Sage. При этом имеются ограничения на объём доступной памяти и конфиденциальность работы.
В 2007 году Sage выиграл первый приз международного конкурса свободного программного обеспечения Les Trophées du Libre в разделе научного программного обеспечения.

## Содержащиеся в Sage программные пакеты
| Алгебра                          | GAP, Maxima, Singular     |
| Алгебраическая геометрия         | Singular                  |
| Арифметика произвольной точности | GMP, MPFR, MPFI, NTL      |
| Арифметическая геометрия         | PARI, NTL, mwrank, ecm    |
| Матанализ                        | Maxima, SymPy, GiNaC      |
| Комбинаторика                    | Symmetrica, Sage-Combinat |
| Линейная алгебра                 | Linbox, IML               |
| Теория графов                    | NetworkX                  |
| Теория групп                     | GAP                       |
| Численные расчёты                | GSL, SciPy, NumPy, ATLAS  |

| Интерфейс командной строки | IPython                         |
| Базы данных                | ZODB, Python Pickles, SQLite    |
| Графический интерфейс      | Sage Notebook, jsmath           |
| Графика                    | Matplotlib, Tachyon3d, GD, Jmol |
| Интерпретатор команд       | Python                          |
| Сетевые возможности        | Twisted                         |

## Примеры работы с командной строкой

### Анализ
```
x
,
a
,
b
,
c
 
=
 
var
(
'x,a,b,c'
)

log
(
sqrt
(
a
))
.
simplify_log
()
 
# returns (log(a))/2

log
(
a
/
b
)
.
simplify_log
()
 
# returns log(a) - log(b)

sin
(
a
+
b
)
.
simplify_trig
()
 
# returns cos(a)*sin(b) + sin(a)*cos(b)

cos
(
a
+
b
)
.
simplify_trig
()
 
# returns cos(a)*cos(b) - sin(a)*sin(b)

(
a
+
b
)
^
5
 
# returns (b + a)^5

expand
((
a
+
b
)
^
5
)
 
# returns b^5 + 5*a*b^4 + 10*a^2*b^3 +

 
# 10*a^3*b^2 + 5*a^4*b + a^5

limit
((
x
^
2
+
1
)
/
(
2
+
x
+
3
*
x
^
2
),
 
x
=
infinity
)
 
# returns 1/3

limit
(
sin
(
x
)
/
x
,
 
x
=
0
)
 
# returns 1

diff
(
acos
(
x
),
x
)
 
# returns -1/sqrt(1 - x^2)

f
 
=
 
exp
(
x
)
*
log
(
x
)

f
.
diff
(
x
,
3
)
 
# returns e^x*log(x) + 3*e^x/x - 3*e^x/x^2 + 2*e^x/x^3

solve
(
a
*
x
^
2
 
+
 
b
*
x
 
+
 
c
,
 
x
)
 
# returns [x == (-sqrt(b^2 - 4*a*c) - b)/(2*a),

 
# x == (sqrt(b^2 - 4*a*c) - b)/(2*a)]

f
 
=
 
x
^
2
 
+
 
432
/
x

solve
(
f
.
diff
(
x
)
==
0
,
x
)
 
# returns [x == 3*sqrt(3)*I - 3,

 
# x == -3*sqrt(3)*I - 3, x == 6]

```

### Дифференциальные уравнения
```
t
 
=
 
var
(
't'
)
 
# define a variable t

x
 
=
 
function
(
'x'
,
t
)
 
# define x to be a function of that variable

DE
 
=
 
lambda
 
y
:
 
diff
(
y
,
t
)
 
+
 
y
 
-
 
1

desolve
(
DE
(
x
(
t
)),
 
[
x
,
t
])
 
# returns '%e^-t*(%e^t+%c)'

```

### Линейная алгебра
```
A
 
=
 
Matrix
([[
1
,
2
,
3
],[
3
,
2
,
1
],[
1
,
1
,
1
]])

y
 
=
 
vector
([
0
,
-
4
,
-
1
])

A
.
solve_right
(
y
)
 
# returns (-2, 1, 0)

A
.
eigenvalues
()
 
# returns [5, 0, -1]

B
 
=
 
Matrix
([[
1
,
2
,
3
],[
3
,
2
,
1
],[
1
,
2
,
1
]])

B
.
inverse
()

# [ 0 1/2 -1/2]

# [-1/4 -1/4 1]

# [ 1/2 0 -1/2]

# Moore-Penrose pseudo-inverse

C
 
=
 
Matrix
([[
1
 
,
 
1
],
 
[
2
 
,
 
2
]])

C
.
pseudoinverse
()

# [1/10  1/5]

# [1/10  1/5]

```

### Теория чисел
```
prime_pi
(
1000000
)
 
# returns 78498, the number of primes less than one million

E
 
=
 
EllipticCurve
(
'389a'
)
 
# construct an elliptic curve from its Cremona label

P
,
 
Q
 
=
 
E
.
gens
()

7
*
P
 
+
 
Q
 
# returns (2869/676 : -171989/17576 : 1)

```

### Построение графиков и диаграмм

Построение в Sage лемнискаты Жероно, используя неявно заданную функцию.
Лемниската Жероно — плоская кривая, удовлетворяющая уравнению {\displaystyle \textstyle x^{4}=a^{2}(x^{2}-y^{2})}.
```
## Лемниската Жероно

## x^4=a^2*(x^2-y^2)

a
=
1

var
(
'x y'
)

pl
=
implicit_plot
(
x
^
4
-
(
a
^
2
)
*
(
x
^
2
-
y
^
2
),
 
(
x
,
-
a
,
a
),
 
(
y
,
-
a
,
a
),
linewidth
=
2
,
 
gridlines
=
True
,
frame
=
False
,
axes
=
True
)

pl
.
show
()

```

## История версий
Основные выпуски:
| Версия    | Дата выпуска               | Описание                                                                                  |
| --------- | -------------------------- | ----------------------------------------------------------------------------------------- |
| 0.1       | Январь 2005                | Включена Pari, но отсутствуют GAP и Singular                                              |
| 0.2 — 0.4 | С марта по июль 2005       | База данных Cremona, мультивариантные полиномы, large finite fields и больше документации |
| 0.5 — 0.7 | С августа по сентябрь 2005 | Векторные поля, кольца, modular symbols и windows usage                                   |
| 0.8       | Октябрь 2005               | В полном составе включены GAP, Singular                                                   |
| 0.9       | Ноябрь 2005                | Добавлены Maxima и clisp                                                                  |
| 1.0       | Февраль 2006               |                                                                                           |
| 2.0       | Январь 2007                |                                                                                           |
| 3.0       | Апрель 2008                | Интерактивная оболочка, интерфейс к языку R                                               |
| 4.0       | May 2009                   | Поддержка Solaris 10, поддержка 64bit OSX                                                 |
| 5.0       | Май 2012                   | Поддержка OSX Lion                                                                        |
| 6.0       | Декабрь 2013               | Репозиторий Sage перемещён в Git                                                          |
| 7.0       | Январь 2016                |                                                                                           |
| 8.0       | Июль 2017                  | Поддержка Windows                                                                         |
| 9.0       | Январь 2020                | Переход на Python 3                                                                       |